# Lia Reiner
Lia Reiner, o Rainer, nome d'arte di Cloe Arcari (1902), è stata un'attrice italiana.

## Biografia
Attiva fra gli anni cinquanta e la prima metà degli anni sessanta, è stata interprete prettamente, come caratterista e comprimaria, di film basati su melodrammi amorosi, ma ha interpretato anche alcune commedie a fianco di attori di fama come Aldo Fabrizi.

## Vita privata
Sposata nei primi anni '20 con il musicista Franco Silvestri. Ebbe un figlio, Stelio Silvestri, autore radiotelevisivo.

## Filmografia
- Ricchi e povere, regia di Giuseppe Aldo Rossi (1949)
- Briscola, regia di Giuseppe Aldo Rossi (1951)
- La famiglia Passaguai fa fortuna, regia di Aldo Fabrizi (1951)
- Papà diventa mamma, regia di Aldo Fabrizi (1952)
- Ti ho sempre amato!, regia di Mario Costa (1953)
- Il più comico spettacolo del mondo, regia di Mario Mattoli (1953)
- Tormento d'anime, regia di Cesare Barlacchi (1953)
- Hanno rubato un tram, regia di Aldo Fabrizi (1954)
- Pietà per chi cade, regia di Mario Costa (1954)
- Gli amori di Manon Lescaut, regia di Mario Costa (1955)
- Suor Maria, regia di Luigi Capuano (1955)
- I due compari, regia di Carlo Borghesio (1955)
- La rossa, regia di Luigi Capuano (1955)
- La ragazza di Via Veneto, regia di Marino Girolami (1955)
- L'acqua cheta, regia di Eros Macchi (1958) - film TV
- Pelle viva, regia di Giuseppe Fina (1962)
- Dal sabato al lunedì, regia di Guido Guerrasio (1962)
- Un amore, regia di Gianni Vernuccio (1965)
- La lunga notte di Veronique, regia di Gianni Vernuccio (1966)